# Nevado de Toluca
Nevado de Toluca är en stor stratovulkan i centrala Mexiko som ligger cirka 8 mil väster om Mexico City och nära staden Toluca. Nevado de Toluca är allmänt känd för att vara Mexikos fjärde högsta berg efter Pico de Orizaba, Popocatépetl och Iztaccihuatl, även om vissa mätningar visar att Sierra Negra är något högre. Nevado de Toluca kallas ofta för Nahuatls namn Xinantécatl vilket brukar översättas till “Den nakna herren” (“Señor Desnudo” på spanska), även om andra översättningar har föreslagits som “Herren av havreplantorna”.
Nevado de Toluca har en 1,5 kilometer stor caldera som är öppen mot väst. Den högsta av topparna är den 4 680 meter höga Pico del Fraile (Lekkamratens topp) och ligger på den södra sidan. Pico del Aguila (Örntoppen) är den näst högsta toppen med sina 4 640 meter och ligger på den norra sidan. Det finna också två kratersjöar på botten av caleran på ungefär 4 200 meters höjd. Den största Lago del Sol (Solsjön) och den mindre men djupare Lago de la Luna (Månsjön). En väg går till Kratersjöarna, vilket gör detta till den mest lättbestigna av de stora mexikanska bergen.

## Galleri

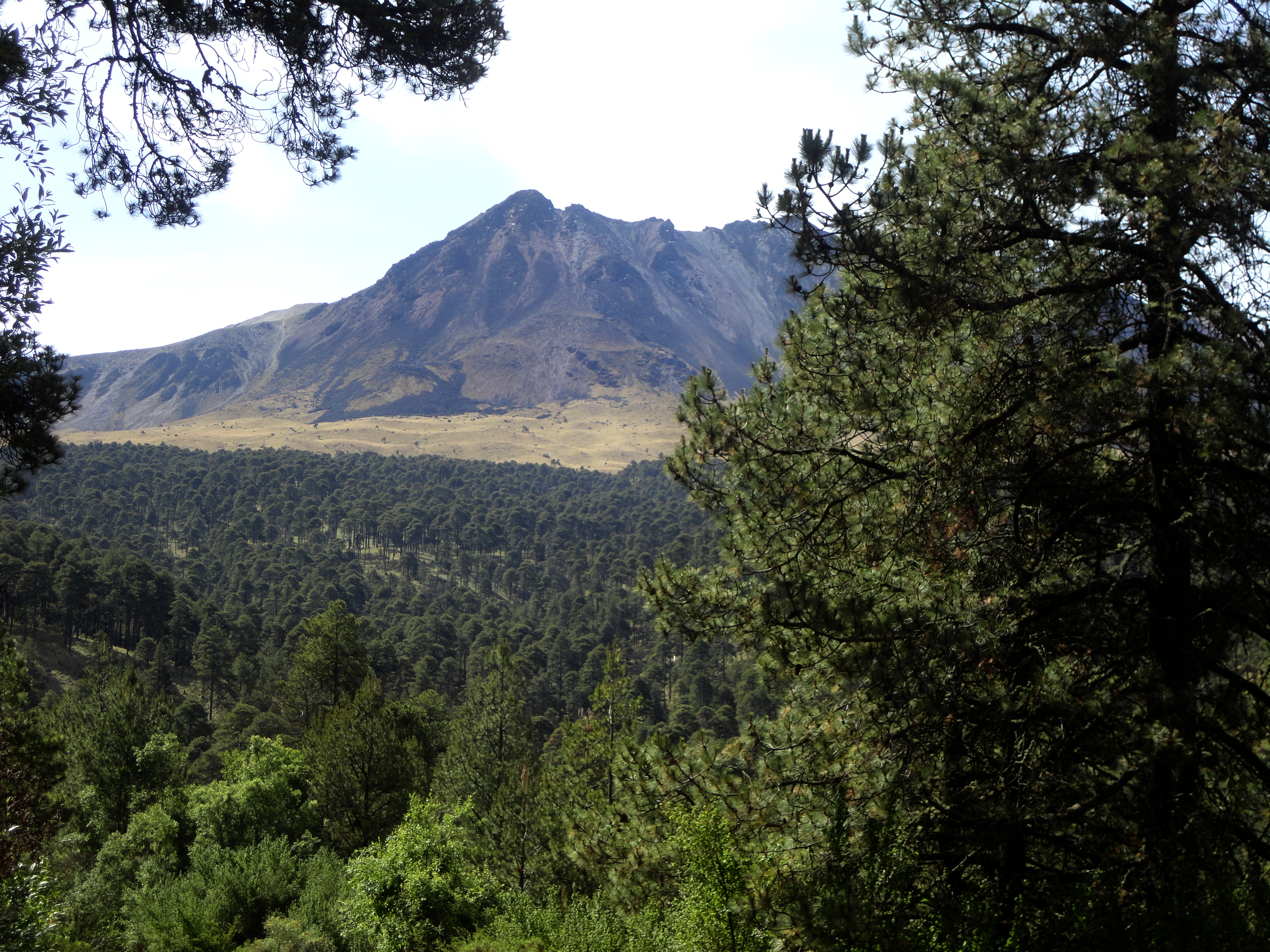
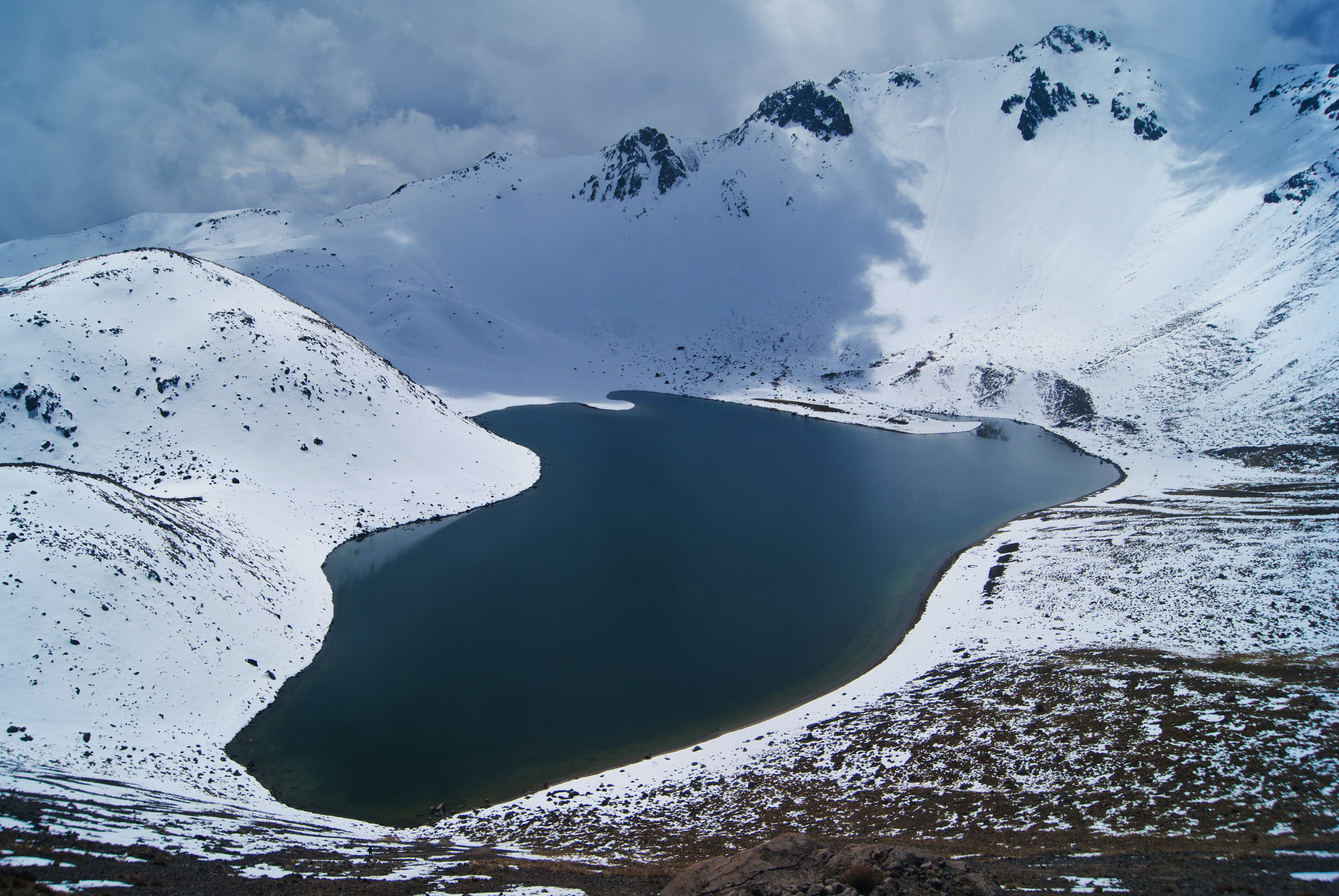
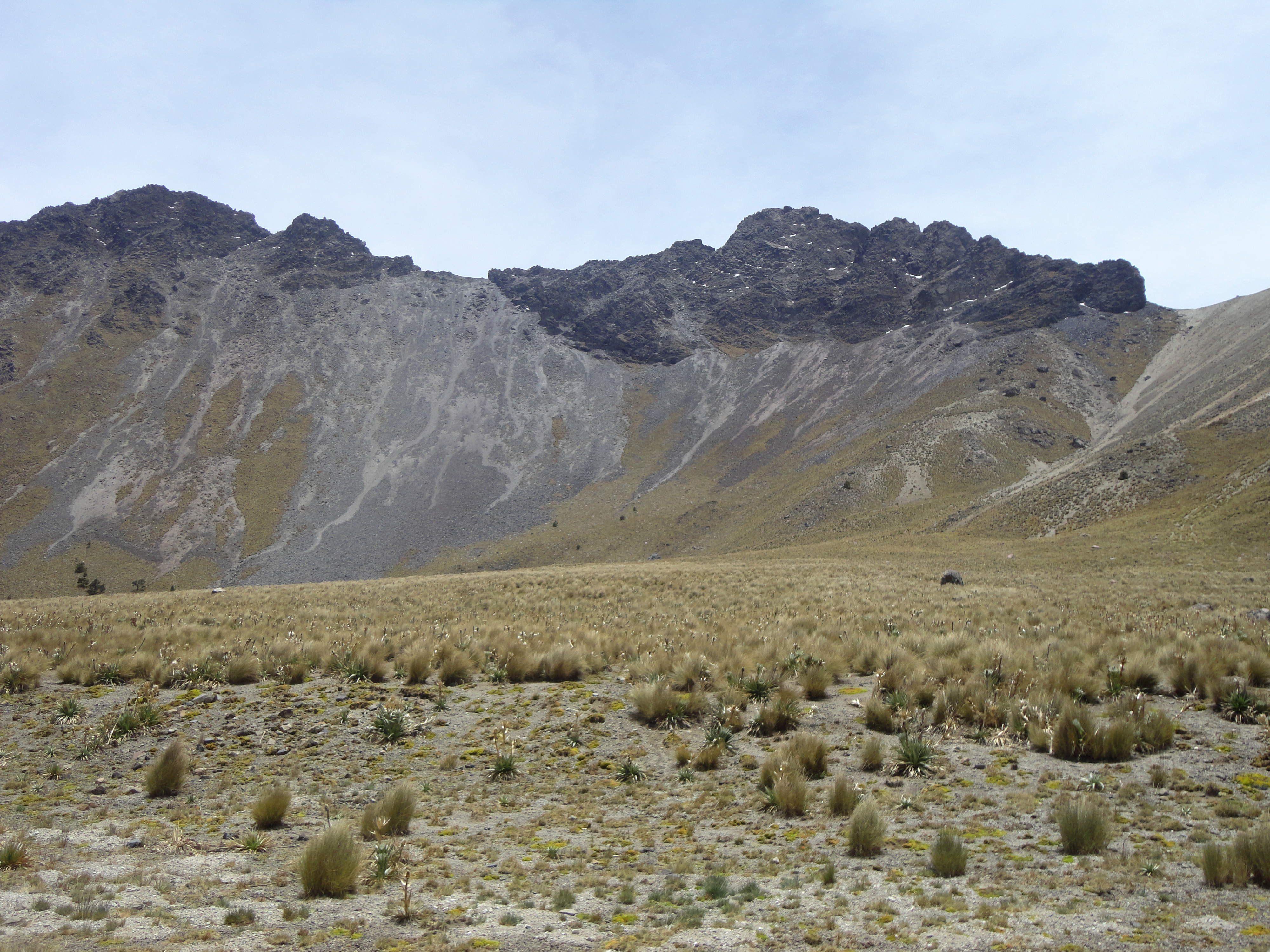
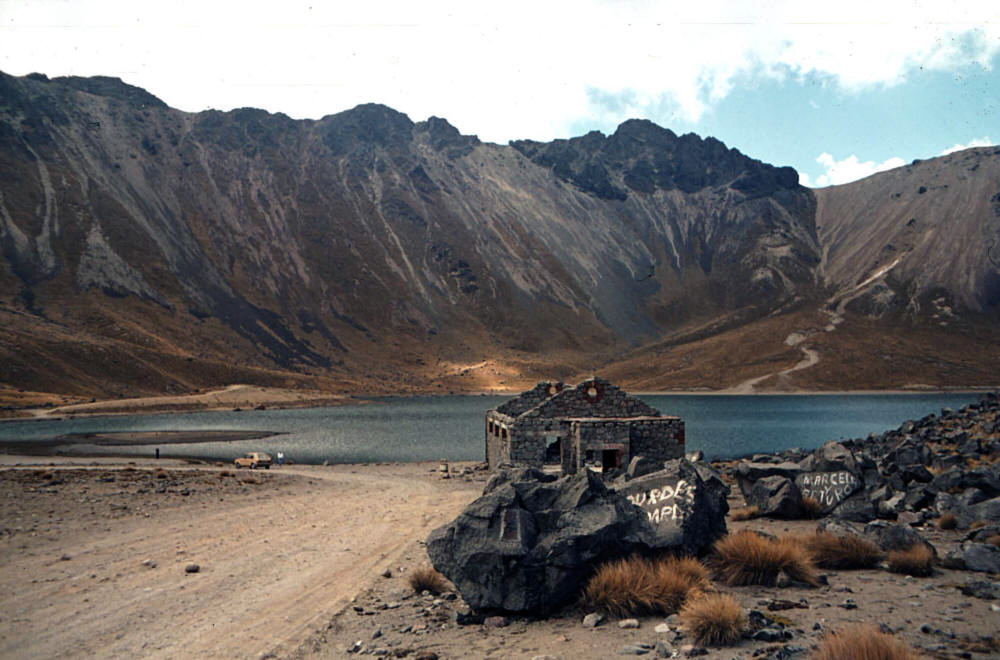
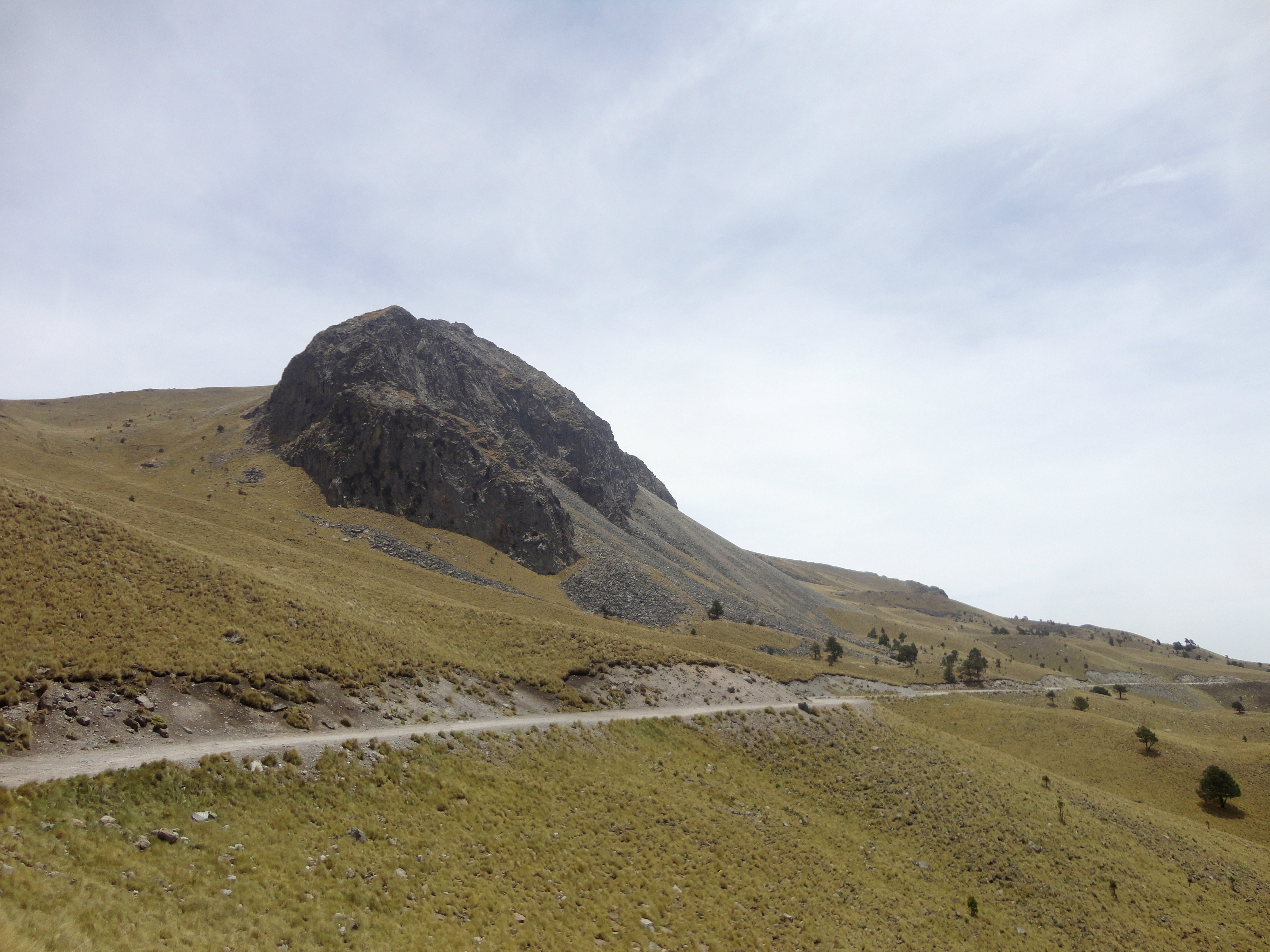